# شکل‌دهی پالس
در الکترونیک و مخابرات، شکل‌دهی پالس فرایند تغییر شکل‌موج پالس‌های منتقل شده‌است. هدف آن ساخت سیگنال منتقل شده بهتر متناسب با هدف خود یا کانال مخابراتی، به‌طور معمول با محدود کردن پهنای‌باند مؤثر انتقالی است. با فیلتر کردن پالس‌های منتقل شده از این طریق، می‌توانتداخل بین‌نمادی ناشی از کانال را کنترل کرد. در مخابرات RF، شکل‌دهی پالس برای قرار دادن سیگنال در باند فرکانسی آن ضروری است.
به‌طور معمول شکل‌دهی پالس پس از کدگذاری خط و مدولاسیون رخ می‌دهد.

## فیلترهای شکل‌دهی پالس
نمونه‌هایی از فیلترهای شکل‌دهی پالس که معمولاً در سیستم‌های مخابراتی یافت می‌شوند عبارتند از:
- فیلتر سینک شکل
- فیلتر کسینوس-برجسته
- فیلتر گوسی